# Ludovic Beyhurst
Ludovic Beyhurst, né le 5 janvier 1999 à Strasbourg, est un joueur français de basket-ball. Il évolue au poste de meneur.

## Biographie
En 2013, il rejoint le Strasbourg IG pour y jouer avec l'équipe U15 Elite.
En 2014, il part passer deux ans à l'INSEP.
En 2016, il revient à Strasbourg où il joue avec les espoirs et s'entraîne avec les pros durant deux ans.
Le 30 juin 2018, il signe son premier contrat professionnel.
Après une première saison effectuée à Limoges, il prolonge son contrat avec le club, en avril 2020, pour deux années supplémentaires, soit jusqu'en 2022.
En janvier 2022, Beyhurst quitte Limoges où il joue peu et rejoint le SLUC Nancy, en seconde division.
Le 18 octobre 2023, il signe jusqu'au 24 novembre 2023 comme pigiste médical de Marcus Gomis à l'Orléans Loiret Basket.
Le 9 novembre 2023, il signe avec l'Orléans Loiret Basket un nouveau contrat le maintenant dans l'effectif jusqu'à la fin de la saison.
Le 6 juin 2024, il retourne dans sa région et s'engage avec l'ASA pour trois saisons.

## Clubs successifs
- 2014-2016 :  INSEP (Nationale 1)
- 2016-2019 :  SIG Strasbourg (Espoir et Pro A)
- 2019-2022  :  Limoges CSP (Jeep Élite)
- 2022 :  SLUC Nancy (Pro B)
- 2023-2024 :  Orléans LB (Pro B)
- Depuis 2024 :  AS Alsace (Pro B)

## Palmarès

### En club
- 2018 : Vainqueur de la Coupe de France, avec Strasbourg.

### En sélection nationale
- 2016 : 5e au Championnat d'Europe U16, en Lituanie.
- 2018 : 6e au Championnat d'Europe U18, en Slovaquie.